# St. Leonhard (Kreuth)

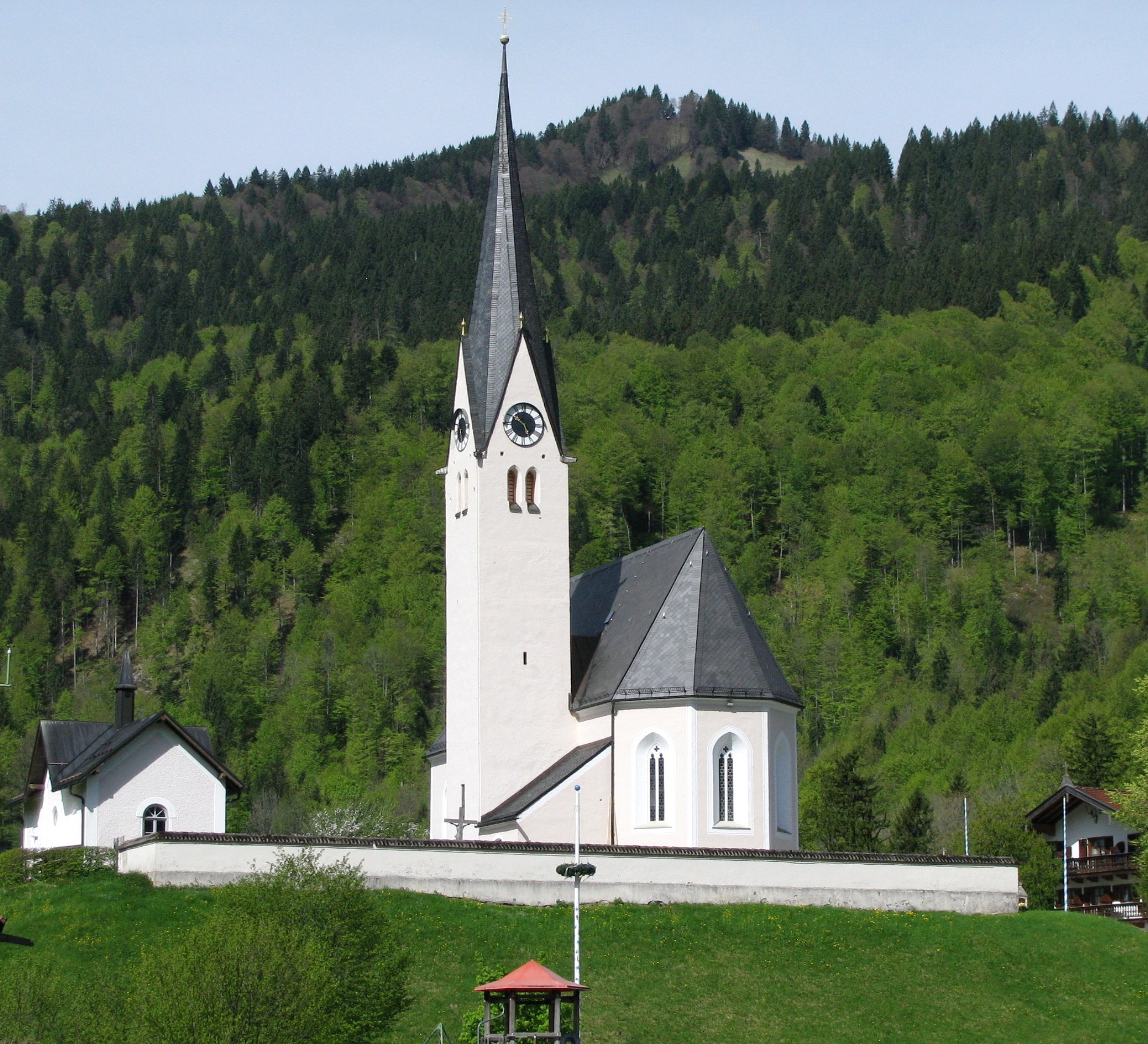
Kirche St. Leonhard von Osten

Die katholische Pfarrkirche St. Leonhard steht in der oberbayerischen Gemeinde Kreuth im Landkreis Miesbach. Sie gehört mit dem Pfarrverband Tegernsee-Egern-Kreuth zum Dekanat Miesbach.

## Geschichte
Die erste steinerne Kirche in Kreuth wurde 1184 im Auftrag vom Tegernseer Abt Rupert von Neuburg-Falkenstein erbaut. Der Augsburger Bischof Udalschalk weihte sie dem heiligen Leonhard von Limoges. Diese Kirche wurde 1489 aufgrund des schlechten Zustands abgetragen.
Bis 1491 wurde unter Abt Konrad Ayrenschmalz wohl vom Tegernseer Klosterbaumeister Alex Gugler die heutige Kirche im gotischen Stil errichtet. Geweiht wurde die damalige Expositurkirche des Klosters Tegernsee vom Freisinger Bischof Sixtus von Tannberg und dessen Weihbischof Ulrich von Salona. Der Kirchenbau wurde 1687 barockisiert, 1776 um drei Meter nach Westen verlängert und schließlich 1864 regotisiert. Nach der Säkularisation wurden Kreuth eine eigenständige Pfarrei und die Kirche St. Leonhard Pfarrkirche. Renovierungen am Gebäude erfolgten 1930 und 1990/1991, im Jahr 1955 wurde der Altarraum umgestaltet.
Das Patroziniumsfest wird seit 1442 mit einer Leonhardifahrt gefeiert, die als die älteste in Bayern gilt.

## Beschreibung und Ausstattung
Die denkmalgeschützte Saalkirche ist von einem Rippengewölbe überspannt, darüber befindet sich das schiefergedeckte Dach. Im Osten steht der Polygonalchor und im Süden der Spitzturm. Die Vorhalle, durch die man ins Kircheninnere gelangt, wird „Tiroler Tempel“ genannt, vermutlich wegen der Knechte aus dem nahen Nachbarland, die bei Messen nur in diesem Vorbau Platz fanden.
Im Kirchenschiff wurden barocke Fresken freigelegt. In der Kirche befinden sich Figuren des heiligen Leonhard aus dem 16. Jahrhundert und der Muttergottes um 1380.

### Orgel
Im Jahr 2006 baute die Firma Orgelbau Linder eine neue Orgel ein. Das am 24. September 2006 gesegnete Instrument mit rein mechanischer Traktur ist auf zwei Manualen und Pedal mit 14 klingenden Registern ausgestattet. In der Disposition findet sich ein Vorabzug und eine Transmission. Das Hauptwerk ist als Brüstungswerk konzipiert.
| I Brüstungswerk C–g3 |        |
| Rohrflöte            | 8′     |
| Principal            | 4′     |
| Holflöte             | 4′     |
| Quinte               | 2 ⁄3′  |
| Blockflöte           | 2′     |
| Terz                 | 1 3⁄5′ |
| Quinte (aus Mixtur)  | 1 ⁄3′  |
| Mixtur IV            | 1 ⁄3′  |
| Tremulant            |        |

| II Hinterwerk C–g3 |    |
| Gedeckt            | 8′ |
| Salicional         | 8′ |
| Principalflöte     | 4′ |
| Octave             | 2′ |

| Pedal C–f1                   |     |
| Subbass                      | 16′ |
| Gedecktbass (aus Hinterwerk) | 8′  |

- Koppeln: II/I, I/P, II/P, Superoktavkoppel im II. Manual

### Glocken
Im Kirchturm befinden sich vier Bronzeglocken, eine davon stammt aus der Zeit vor dem Zweiten Weltkrieg.
| Gießer             | Gussjahr | Gussort |
| ------------------ | -------- | ------- |
| Karl Czudnochowsky | 1946     | Erding  |
| Karl Czudnochowsky | 1948     | Erding  |
| Karl Czudnochowsky | 1948     | Erding  |
|                    | 1921     |         |